# 17-та повітрянодесантна дивізія (США)
17-та пові́тряно-деса́нтна диві́зія а́рмії США (англ. 17th Airborne Division (United States) — елітне військове з'єднання повітряно-десантних військ США, яка брала активну участь у бойових діях у Європі під час Другої світової війни.

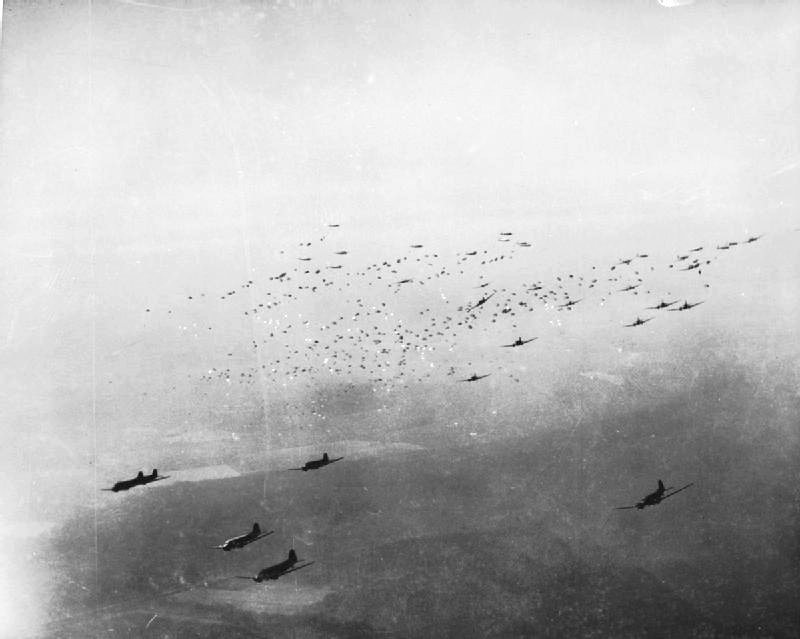
Десантування 17-ї пдд під час операції «Версіті»